# Medaille van de Koning voor Verdienste in het Belang van de Vrijheid

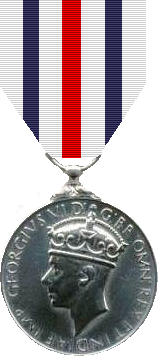
King's Medal for Service in the Cause of Freedom

De door de Britse Koning George VI op 23 augustus 1945 ingestelde Medaille van de Koning voor Verdienste in het Belang van de Vrijheid (Engels: King's Medal for Service in the Cause of Freedom) was in de eerste plaats bedoeld voor inwoners van de bezette Europese naties en andere staten die zich voor de zaak van de vrijheid hadden ingezet. Daarvoor was niet vereist dat zij ook gevaar hadden gelopen, ook fondsenwerving werd op deze wijze beloond. De officiële omschrijving was "Om opmerkzaam te maken op door vreemde burgers betoonde hulp aan het Britse Gemenebest en in de geallieerde zaak". De medaille was dus voor vreemdelingen en niet voor onderdanen van George VI bestemd. Militairen kwamen evenmin voor deze medaille in aanmerking.
De ronde medaille is van zilver en draagt op de voorzijde het gekroonde portret van de Britse koning. Op de keerzijde staat een afbeelding van een middeleeuws krijgsman met een gebroken speer die door een vrouw wordt verzorgd. Het lint is wit met in het midden een brede rode streep en daarnaast twee smalle blauwe strepen. De medaille is 36 millimeter in doorsnede.
De medaille werd ook aan Nederlanders en Belgische onderdanen verleend. Onder de gedecoreerden was de medewerker van Radio Oranje in Londen, de schrijver A. den Doolaard. Er zijn in totaal 2490 medailles uitgereikt. De medaille werd door dames aan een strik gedragen. Er zijn geen gespen op het lint toegekend. De medaille werd ook als baton en als miniatuur gedragen. Verzamelaars van onderscheidingen moeten letten op vervalsingen en illegale kopieën. Deze hebben allemaal op "half zes" een deukje in de rand van de medaille.
Behalve deze medaille was er ook de op diezelfde dag ingestelde Medaille van de Koning voor Moed tijdens het verdedigen van de Vrijheid (King's Medal for Courage in the Cause of Freedom) die werd toegekend voor inzet waarbij gevaar werd gelopen.